# Острув-Каня
Острув-Каня (пол. Ostrów-Kania) — село в Польщі, у гміні Дембе-Вельке Мінського повіту Мазовецького воєводства.
Населення — 203 особи (2011).
У 1975-1998 роках село належало до Седлецького воєводства.

## Демографія
Демографічна структура станом на 31 березня 2011 року:
|          | Загалом | Допрацездатний вік | Працездатний вік | Постпрацездатний вік |
| -------- | ------- | ------------------ | ---------------- | -------------------- |
| Чоловіки | 114     | 34                 | 71               | 9                    |
| Жінки    | 89      | 18                 | 56               | 15                   |
| Разом    | 203     | 52                 | 127              | 24                   |